# بلم جنوبي
بلم جنوبي (الاسم العلمي: Engraulis australis) (بالإنجليزية: Australian anchovy)‏ هو نوع من الأسماك يتبع جنس البلم من الفصيلة البلمية.